# Gillian Anderson
Gillian Anderson (Chicago, 9. kolovoza, 1968.), američka je glumica koja je javnosti najpoznatija po ulozi Dane Scully u kultnoj znanstveno-fantastičnoj seriji "Dosjei X".

## Život
Gillian Anderson rođena je u Chicagu, 1968. godine, gdje je otac Edward, vodio nezavisnu filmsku tvrtku, a majka Rosemary radila kao kompjuterski analitičar. Gillian je najstarija kći u obitelji koju još sačinjavaju brat Aaron i sestra Zoe. 
Obitelj je u početku živjela u Puerto Ricu, ali je otac Edward želio steći filmsku diplomu pa je otišao u London na tamošnju filmsku akademiju. Devet godina u Londonu je bilo dovoljno da Gillian stekne britanski naglasak koji će joj pri povratku u Ameriku, točnije u Grand Rapids, Michigan, donijeti mnoga zadirkivanja od strane vršnjaka. 
Zbog svega toga Gillian je u pubertetu pokazala snažnu buntovnu prirodu – oblačila se kao pankerica, navodno je s 14 godina izgubila nevinost zaslugom 10 godina starijeg punk-rockera koji joj je bio idol, a maturalnu je noć provela u zatvoru zbog nedoličnog ponašanja. Roditelji su na vrijeme uočili da bi njenu energiju trebalo kanalizirati u umjetnost. 
Za vrijeme srednje škole Gillian se počela zanimati za glumu i nastupala je u lokalnom kazalištu. Poslije se upisala na tečaj u Nacionalnom kazalištu Velike Britanije u Ithaci, New York, a potom i u dramsku školu "Goodman", na De Paul sveučilištu u Chicagu gdje je stekla diplomu. 
Gillian Anderson je na sebe privukla pažnju nastupom u drami Alana Ayckbourne "Odsutni prijatelji", postavljenoj u Kazališnom klubu Manhattana, za što je dobila nagradu "Kazališni svijet". Godine 1992. je imala filmski debi u opskurnom filmu "Home fires burning", u kojem je imala "škakljivu" scenu. 
Chris Carter je 1993. insistirao kod "Foxovih" producenata da upravo Gillian Anderson tumači Danu Scully. To je uspio nakon teške borbe, u kojoj su "Foxovi" glavešine držali da je za glavnu žensku ulogu potrebna nešto "seksepilnija" glumica. 
Prilikom snimanja prve sezone, Gillian Anderson se upoznala sa scenografom Clydeom Klotzom i vjenčala se s njim početkom 1994. godine. Kćer Piper rodila je 25. rujna 1994. godine. Klotz i Andersonova rastali su se početkom 1997. godine. U prosincu 2004. godine Anderson se udala za autora dokumentarnih filmova Juliana Ozannea u jednom selu u Keniji. Anderson i Ozanne su se zatim rastali nakon 18 mjeseci bračnog života i to 1. prosinca 2006. godine.
Anderson se vratila 2016. godine za još jednu sezonu Dosjea X (10. sezona).
U 2018. godini je također glumila u 11. sezoni Dosjea X. Iste je godine dobila zvijezdu na Holivudskoj stazi slave.

## Vanjske poveznice
- Gillian Anderson u internetskoj bazi filmova IMDb-u (engl.)
  - Službena stranica